# Guanazomus armatus
Guanazomus armatus är en spindeldjursart som beskrevs av Rolando Teruel och Armas 2002. Guanazomus armatus ingår i släktet Guanazomus och familjen Hubbardiidae. Inga underarter finns listade i Catalogue of Life.